# مونیکا لوئیس
مونیکا لوئیس (انگلیسی: Monica Lewis؛ ۲۲ مهٔ ۱۹۲۲ – ۱۲ ژوئن ۲۰۱۵) یک هنرپیشه، و خواننده سبک جاز اهل ایالات متحده آمریکا بود. 

## فیلم‌شناسی
- نوار
- زمین‌لرزه
- قطار هوایی